# Onesia flora
Onesia flora este o specie de muște din genul Onesia, familia Calliphoridae, descrisă de Feng în anul 1998. Conform Catalogue of Life specia Onesia flora nu are subspecii cunoscute.